# Wilhelm của Thụy Điển
Vương tử Wilhelm của Thụy Điễn, Công tước xứ Södermanland (Carl Wilhelm Ludvig; 17 tháng 6 năm 1884 – 5 tháng 6 năm 1965) là thành viên của Vương tộc Bernadotte. Vương tử Wilhelm là người con thứ 2 của Quốc vương Gustaf V của Thụy Điển và Viktoria xứ Baden. Ngoài ra, ông cũng là một nhiếp ảnh gia nổi tiếng ở Thụy Điển và đồng thời là tác giả của một số cuốn sách viết bằng tiếng Thụy Điển dưới tên gọi Prins Wilhelm.

## Tuổi thơ
Ông sinh ra tại Cung điện Tullgarn phía nam Stockholm, Thụy Điển là con trai thứ hai của Thái tử và vợ ông (sau là Gustaf V của Thụy Điển và Vương hậu Victoria). Vào thời điểm chào đời ông xếp thứ 3 trong thứ tự thừa kế hoàng vị của Thụy Điển sau bố và anh trai. Ngoài ra, thông qua mẹ ông còn là cháu ngoại của Frederick II, Đại công tước cuối cùng Baden và là chắt của Wilhelm I, Hoàng đế Đức.

## Hôn nhân và Gia đình
Vào ngày 3 tháng 5 năm 1908, ông kết hôn với Nữ đại công tước Maria Pavlovna của Nga (con gái của Đại Công tước Paul Alexandrovich) tại Tsarskoye Selo, Nga và họ có 1 con trai: Vương tử Lennart, Công tước xứ Småland (8 tháng 5 năm 1909 - 21 tháng 12 năm 2004). Một thời gian sau khi kết hôn Maria quyết định ly hôn vì cảm thấy áp lực dưới cuộc sống Hoàng gia Thụy Điển và không được tôn trọng trong cách xưng hô bởi những người hầu. Song, vụ việc đã được đưa lên trước Gustaf V, dựa theo luật pháp Hoàng gia Thụy Điển lúc bấy giờ điều này hoàn toàn hợp lệ trong luật pháp vì Maria với tư cách là vợ của Vương tử hoàn toàn có thể sẽ được gọi một cánh tôn trọng bằng danh xưng Royal Highness trong nội bộ Thụy Điển. Cuối cùng, vụ ly hôn được chấp thuận vào năm 1914, và Maria trở về Nga.

## Qua đời
Wilhelm chết trong giấc ngủ, vì một cơn đau tim, ở Flen, chỉ 12 ngày trước sinh nhật lần thứ 81 của ông.

## Tước vị
- 17 tháng 6 năm 1884 - 26 tháng 10 năm 1905: His Royal Highness Vương tử Wilhem của Thụy Điển và Na Uy, Công tước xứ Södermanland Điện hạ
- 26 tháng 10 năm 1905 -  5 tháng 6 năm 1965: His Royal Highness Vương tử Wilhem của Thụy Điển, Công tước xứ Södermanland Điện hạ